# Кодиров Аброржон
Аброржон Кодиров (узб. Аброржон Кодиров Кахрамонжон угли; родился 11 февраля 1995 года в Коканде, Узбекистан) — узбекский боксёр, выступающий в легчайшем наилегчайшем весе, член национальной сборной Узбекистана по боксу. Кодиров — двукратный чемпион Узбекистана, боец «Uzbek tigers» (WSB), бронзовый призёр Игр исламской солидарности, проходивших в Баку, Азербайджан, в 2017 году и многократный победитель и призёр международных турниров в любителях.

## Uzbek Tigers, WSB — бои и результаты
Выиграл Сейбер Давид Авила 3-0 Puerto Rico Hurricans 2016-й сезон
Проиграл Йосбани Вейтия 0-3 Cuba Domadores 2016й сезон
Выиграл Вячеслав Ташкараков 3-0 Patriot Boxing Team Russia 2017й сезон
Выиграл Чанг Йонг 3-0 China Dragons 2017й сезон

## Любительская карьера
Аброржон Кодиров выступает в полулёгкой весовой категории. В любительском боксе выступает с 2014 года. В 2015 году участвовал в турнире Chemiepokal, который каждый год проходит в Германии, городе Галле, с участием лучшими европейскими боксерами и стал золотым призёром, победив в полуфинале Беблика Ронни из Германии и в финале лучшего французского боксера Конки Эли. В 2017 году принял участие в Исламских игр, которые проходили в Баку. Во втором легчайшем весе он сумел завоевать бронзовую медаль.
Исламские игры солидарности 2017
- 1/8 финала: Победил Масуда Юсифзаде АЗЕ 4:1
- 1/4 финала: поражение от Абделали Дарра МАР 3:2